# Jarmila Zimmermannová
Jarmila Zimmermannová (* 9. května 1977 Prostějov) je česká ekonomka, od 1. července 2018 do 30. září 2022 rektorka Moravské vysoké školy Olomouc. Od roku 2023 působí jako docentka na Centru vědy a výzkumu, Fakulta zdravotnických věd, Univerzita Palackého. Od května 2023 byla jmenována Proděkankou pro zahraniční vztahy a internacionalizaci na Fakultě zdravotnických věd. Dále působí jako vedoucí socio-ekonomické sekce Platformy pro bioekonomiku a členka Scientific Committee of the Circular Bio-based Europe Joint Undertaking (CBE JU). 

## Život
Jarmila Zimmermannová vystudovala Fakultu národohospodářskou Vysoké školy ekonomické v Praze (1995–2001). Na téže fakultě dále pokračovala v doktorském studijním programu Hospodářská politika a správa (2003–2008). Tématem její disertační práce byly Dopady zdanění elektřiny, zemního plynu a pevných paliv na odvětví výroby a spotřeby v České republice. Habilitovala se na Vysoké škole ekonomické v Praze v oboru Finance, docentkou byla jmenována s účinností od 1. července 2017.
V letech 2003–2009 doc. Zimmermannová působila v různých funkcích na Ministerstvu životního prostředí ČR, naposledy jako zástupce ředitele Odboru udržitelné energetiky a dopravy a vedoucí Oddělení ekologické daňové reformy a dopravy. Zastupovala Ministerstvo životního prostředí ČR v pracovní skupině OECD – Joint Meetings of Tax and Environment Experts. Od roku 2011 do roku 2022 doc. Zimmermannová působila na Moravské vysoké škole Olomouc. Od května 2013 do června 2018 zastávala funkci prorektorky pro vědu, výzkum a rozvoj. Rektorkou byla jmenována od 1. července 2018. Současně na škole působila i jako odborná garantka Ústavu ekonomie.
Doc. Zimmermannová je autorkou řady vědeckých a odborných článků a monografie „Ekologické zdanění a modelování jeho dopadů“. V rámci své odborné činnosti se zaměřuje zejména na oblast veřejné ekonomiky, veřejných financí, a na dopady finančních a ekonomických nástrojů hospodářské politiky. Je autorkou řady vědeckých a odborných článků a monografie. V rámci mezinárodní výukové činnosti přednášela na univerzitách v Maďarsku (Budapest Business School), Německu (Hochshule Nordhausen, Duale Hochshule Villingen Schwenningen, Ruhr Universität Bochum), Slovinsku (University of Maribor), Nizozemsku (Utrecht University), Izraeli (Kinneret Academic College) a Číně (Dalian Minzu University).

## Publikace
- ZIMMERMANNOVA, J., SMILNAK, R., PERUNOVA, M., & AMEIR, O. 2023. Coal or Biomass? Case Study of Consumption Behaviour of Households in the Czech Republic. Energies, 16(1), 192.
- ZIMMERMANNOVA, J., PAVLIK, L., & CHYTILOVA, E. 2022. Digitalisation in Hospitals in COVID-19 Times—A Case Study of the Czech Republic. Economies, 10(3), 68.
- ZIMMERMANNOVA, J., REDECKER, A. P., MENSIK, M., & JUERGENS, C. 2021. Geospatial Data Analysis and Economic Evaluation of Companies for Sustainable Business Development—An Interdisciplinary Teaching Approach. Sustainability, 13(20), 11245.
- HÁJEK, M., ZIMMERMANNOVÁ, J., & HELMAN, K. 2021. Environmental efficiency of economic instruments in transport in EU countries. Transportation Research Part D: Transport and Environment, 100, 103054.
- PÁSZTO, V., ZIMMERMANNOVÁ, J., SKALIČKOVÁ, J., & SÁGI, J. 2020. Spatial Patterns in Fiscal Impacts of Environmental Taxation in the EU. Economies, 8(4), 104.
- ZIMMERMANNOVÁ, J. 2020. Methods in Microeconomic and Macroeconomic Issues. In: Spationomy. Springer, Cham, 2020, 119-147.
- PÁSZTO, V., ZIMMERMANNOVÁ, J., SKALIČKOVÁ, J., & SÁGI, J. 2020. Spatial Patterns in Fiscal Impacts of Environmental Taxation in the EU. Economies, 8(4), 104.
- BURIAN, J., ZIMMERMANNOVÁ, J., & MACKŮ, K. 2020. Demographic Development Planning in Cities. In: Spationomy. Springer, Cham, 2020, 271-281.
- ZIMMERMANNOVÁ, J., & PÁSZTO, V. 2020. Selected Economic and Environmental Indicators in EU28 Countries Connected with Climate Protection. In: Spationomy. Springer, Cham, 2020, 283-301.
- BURIAN, J., MACKŮ, K., ZIMMERMANNOVÁ, J., & NÉTEK, R. 2020. Sustainable Spatial and Temporal Development of Land Prices: A Case Study of Czech Cities. ISPRS International Journal of Geo-Information, 9(6), 396.
- HÁJEK, M., ZIMMERMANNOVÁ, J., HELMAN, K., & ROZENSKÝ, L. 2019. Analysis of carbon tax efficiency in energy industries of selected EU countries. Energy Policy, 134, 110955.
- ZIMMERMANNOVÁ, J., KRAJŇÁK, M., ŠIROKÝ, J., & JÍLKOVÁ, E. 2019. Does Cigarette Taxation Have an Impact on Reducing Their Consumption? Ekonomický časopis/Journal of Economics. 67 (10), 1035-1054.
- PÁSZTO, V., ZIMMERMANNOVÁ, J. 2019. Relation of economic and environmental indicators to the European Union Emission Trading System: a spatial analysis. GeoScape 13(1), 1-15.
- BURIAN, J., MACKŮ, K., ZIMMERMANNOVÁ, J., KOČVAROVÁ, B. 2018. Spatio-Temporal Changes and Dependencies of Land Prices: A Case Study of the City of Olomouc. Sustainability, 10(12), 4831.
- ZIMMERMANNOVA, J., PAWLICZEK, A., ČERMÁK, P. 2018. Public Support of Solar Electricity and its Impact on Households-Prosumers. Organizacija, 51(1), pp. 4-19.
- ZIMMERMANNOVÁ, J. 2016. Ekologické zdanění a modelování jeho dopadů. Wolters Kluwer. 236 s. ISBN 978-80-7552-062-3
- ZIMMERMANNOVÁ, J., ŠIROKÝ, J. 2016. Economic impacts of cigarette taxation development in the Czech Republic and the Slovak Republic. Acta Universitatis Agriculturae et Silviculturae Mendelianae Brunensis, 2016, vol. 64.
- ZIMMERMANNOVÁ, J., SKALIČKOVÁ, J., ŠIROKÝ, J. 2016. Regional Tax Revenues as the Indicators of Economic Activity of Regions in the Czech Republic. Economics and Sociology, vol. 9, no 1, pp. 114 – 128.
- ZIMMERMANNOVA, J., CERMAK, P., NOVAK, P. 2015. Ex-post Analysis of the EU Emission Trading in Year 2013 in the Czech Republic, Economics and Sociology, vol. 8, no 2, pp. 172-189. DOI: 10.14254/2071-789X.2015/8-2/13
- ZIMMERMANNOVÁ, J. 2015. Pilot analysis of the behaviour of companies within the 3rd trading period of the EU ETS in the Czech Republic. Acta Universitatis Agriculturae et Silviculturae Mendelianae Brunensis, 2015, vol. 63, no. 6, pp. 2213–2220
- CERMAK, P., ZIMMERMANNOVA, J., LAVRINCIK, J., POKORNY, M., MARTINU, J. 2015. The Broker Simulation Model in the Emission Allowances Trading Area. International Journal of Energy Economics and Policy, vol. 5, no. 1, 2015, pp. 80-95. ISSN 2146-4553.
- ZIMMERMANNOVA, J., HUNKA, F. 2015. Emission Allowances Prices Predictions for the Purposes of Managerial Decision Making. International Business Management, vol. 9, no. 6, pp. 1508–1516  (Podíl 50 %)
- ZIMMERMANNOVÁ, J., MENŠÍK, M. 2013. Ex post analýza zavedení zdanění pevných paliv, zemního plynu a elektřiny. Politická ekonomie, 2013, vol. 61, no. 1, s. 46 – 66. ISSN 0032-3233.
- ZIMMERMANNOVA, J. 2012. Ex-post Analysis of Impacts of the Car Registration Fee in the Czech Republic. Transportation Research Part A: Policy and Practice, 2012, vol. 46, no. 9, s. 1458 - 1464.
- ZIMMERMANNOVÁ, J. 2009. Dopady zdanění elektřiny, zemního plynu a pevných paliv na odvětví OKEČ v České republice.  Politická ekonomie.  2009, ročník 57, číslo 2. ISSN 0032-3233, s. 213 – 231.